# Yangéré
Les Yangéré sont une population d'Afrique centrale vivant principalement au nord de la République centrafricaine et au sud du Tchad. Quelques-uns sont également établis au centre-ouest du Soudan ou au Cameroun.

## Ethnonymie
Selon les sources et le contexte, on observe différentes formes :  Yàngéré-Gbâyâ, Yàngéré, Yanghere.

## Notes et références

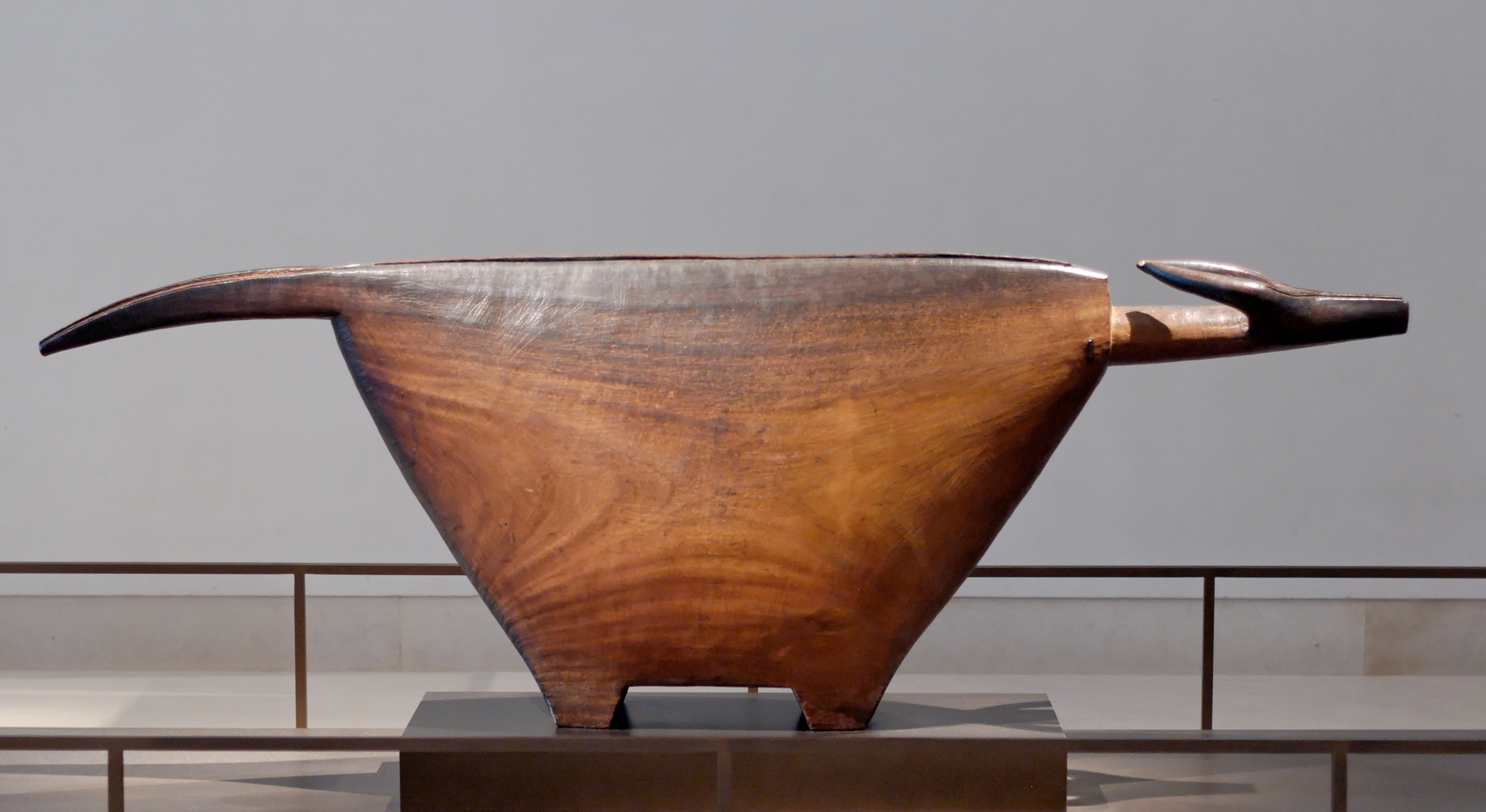
Tambour à fente (XIX)